# Основні закони еволюції живої речовини в біосфері
Перераховані закони є емпіричними і запропоновані в період  розвитку екології, коли вона була здебільшого спостережною наукою.

## Закон незворотності еволюційних процесів
Закон незворотності еволюційних процесів, вперше сформульований у 1893 році бельгійським палеонтологом Луї Долло. Згідно з Долло, організм не може повернутися, хоча б частково, до колишнього стану, який вже пройдено рядом його предків. Наприклад, наземні хребетні тварини в процесі вторинного пристосування до життя у воді не стають знову рибами і не набувають ознак, властивих рибам (наприклад, зябер тощо). Тому іхтіозаври, що пристосувалися до водного середовища, залишилися при всіх особливостях будови типовими плазунами, а кити — ссавцями з особливими притаманними їм рисами будови.

## Закон прискорення темпів еволюції
Закон прискорення темпів еволюції — протягом  геологічного часу відбувається прискорення біологічної  еволюції. Спостерігається закономірне скорочення протяжності  геологічних ер (так, палеозойська ера тривала 340 млн років, мезозойська ера — 170 млн років, кайнозойська ера — 60 млн років), що відображає прискорення темпів еволюції. Між початком і кінцем кожної ери наставали кардинальні зміни в складі  фауни та  флори.[джерело?]

## Закон нерівномірності еволюційного розвитку
Закон нерівномірності еволюційного розвитку — еволюція окремих груп організмів протікає з різною швидкістю. Існують  консервативні групи, що практично не змінилися в ході геологічного часу. Найбільш консервативними виявилися деякі бактерії, які по суті не змінилися з часу раннього  докембрію. До « живих викопних» (термін  Ч. Дарвіна) відносяться  деревоподібні папороті,  головоногий молюск наутилус та інші. Консервативні форми становлять невелику частину відомих організмів.[джерело?]

## Закон збільшення різноманітності організмів
Закон збільшення  різноманітності організмів — в ході еволюції  біосфери кількість видів організмів зростала по експоненті і досягло сучасного значення, яке оцінюється різними фахівцями від 5 до 10 млн видів.[джерело?]

## Закон стрибкоподібного характеру еволюції
Закон стрибкоподібного характеру еволюції — на тлі загальної тенденції прискорення еволюції спостерігалися окремі епохи підвищеного видоутворення. Проміжки між цими епохами характеризувалися загасанням видоутворення і вимиранням організмів.

## Закон цефалізаціі
Закон  цефалізаціі — в ході геологічного часу відбувається необоротний розвиток  головного мозку. Цефалізація особливо яскраво спостерігається в ряду хребетних тварин — від риб до людини.

Цей закон емпірично вивів північноамериканський геолог і біолог Д. Д. Дана (1813–1895). Його співвітчизник, Д. Ле-Конт (1823–1901), назвав цей закон «психозойською ерою».

## Біогеохімічні закони
В. І. Вернадський вивів два фундаментальних закони (сам він назвав їх «принципами») розвитку біосфери. Перший біогеохімічний закон — біогенна міграція хімічних елементів в біосфері прагне до свого максимального прояву.

Аналіз геологічних даних показує, що поширення життя, живих істот (тиск життя) неухильно наростає. Живі організми здатні займати різноманітні  екологічні ніші, зберігатися в найнесприятливіших умовах (у гарячих і сірчаних джерелах, на дні океанів, на льодовиках). Це дало підставу говорити про «всюдність» життя (термін Вернадського). Другий біохімічний закон — еволюція видів, що призводить до створення форм життя, стійких в біосфері, повинна йти в напрямку, що збільшує прояв біогенної міграції атомів в біосфері.

Згідно з цим законом, в біосфері право на життя отримують тільки види, необхідні самій біосфері для виконання певних функцій і посилення тим самим біогенної міграції хімічних елементів.

За законами Вернадського, біосфера на певній стадії свого розвитку перетворюється в сферу розуму —  ноосферу.

## Біогенетичний закон
Біогенетичний закон Геккеля-Мюллера: кожна жива істота в своєму індивідуальному розвитку (онтогенез) повторює певною мірою форми, пройдені його предками або його видом (філогенез).